# First Choice (gruppo musicale)
First Choice è stato un gruppo musicale femminile di Filadelfia formatosi nel 1971, noto per brani quali Hold Your Horses del 1979 e Let No Man Put Asunder del 1983.

## Storia
Nel 1971 il gruppo era formato da Rochelle Fleming, Annette Guest, Malanie McSears e Wardell Piper. Dopo due anni quest'ultima lasciò il gruppo, e fu sostituita da Joyce Jones, che lasciò nel 1976 per essere rimpiazzata da Ursula Harring. Nel 1979 questa lasciò e fu sostituita da Debbie Martin.
Ufficialmente il gruppo si sciolse nel 1980, ma nel 1983 la Salsoul Records distribuì Let No Man Put Asunder, tratta dall'album Delusions del 1977.
La Fleming continuò la carriera da solista, mentre la Guest scrisse i testi per le canzoni di Stephanie Mills.

## Influenze
Diversi produttori di house music, tra i quali Todd Terry e The Jungle Brothers, hanno campionato i successi dei First Choice: in modo particolare Let No Man Put Asunder che figurava anche nell'album Mary di Mary J. Blige del 1999.
Il 6 agosto 2014 il gruppo si esibì in concerto a New York. Nel 2019 il rapper J. Cole ha campionato la loro canzone Wake Up to Me nel suo brano Middle Child.

## Discografia

### Album in studio
| 1973                                                              | Armed and Extremely Dangerous | 184 | 55 | Philly Groove              |
| 1974                                                              | The Player                    | 143 | 36 | Philly Groove              |
| 1976                                                              | So Let Us Entertain You       | 204 | 53 | Warner Bros./Philly Groove |
| 1977                                                              | Delusions                     | 103 | —  | Gold Mind                  |
| 1979                                                              | Hold Your Horses              | 135 | 58 | Gold Mind                  |
| 1980                                                              | Breakaway                     | —   | —  | Gold Mind                  |
| "—" indica non classificato o non distribuito in quel territorio. |                               |     |    |                            |

### Raccolte
- 1976 - The Best of the First Choice (Kory)
- 1992 - Greatest Hits (Salsoul)
- 1994 - Philly Golden Classics (Collectables)
- 1994 - The Best of First Choice (Southbound)
- 1996 - Greatest Hits (The Right Stuff)
- 1997 - The Best of First Choice (Charly)
- 1999 - The Best of First Choice: Armed & Extremely Dangerous (Philly Groove)
- 2001 - The Ultimate Club Collection (Philly Groove/The Right Stuff/Capitol/EMI)
- 2005 - The Anthology (Suss'd)
- 2006 - The Greatest Hits: It's Not Over (Koch)
- 2007 - The Best of First Choice (Metro Doubles)

### Singoli
| 1972                                                              | This Is the House (Where Love Died)            | —   | —  | —  | —  | —  | —  | —  | Armed and Extremely Dangerous |
| 1973                                                              | Armed and Extremely Dangerous                  | 28  | 11 | —  | —  | 55 | —  | 16 | Armed and Extremely Dangerous |
| 1973                                                              | Smarty Pants                                   | 56  | 25 | —  | 99 | —  | —  | 9  | Armed and Extremely Dangerous |
| 1974                                                              | Newsy Neighbors                                | 97  | 35 | —  | —  | —  | —  | —  | Armed and Extremely Dangerous |
| 1974                                                              | The Player (Part 1)                            | 70  | 7  | —  | —  | 68 | —  | 59 | The Player                    |
| 1974                                                              | Guilty                                         | 103 | 19 | —  | —  | —  | —  | —  | The Player                    |
| 1975                                                              | Love Freeze                                    | —   | 61 | —  | —  | —  | —  | —  | N.D.                          |
| 1976                                                              | "First Choice Theme" / "Ain't He Bad" (medley) | —   | —  | 7  | —  | —  | —  | —  | So Let Us Entertain You       |
| 1976                                                              | Are You Ready for Me?                          | —   | —  | 7  | —  | —  | —  | —  | So Let Us Entertain You       |
| 1976                                                              | Gotta Get Away (From You Baby)                 | —   | 64 | 16 | —  | —  | —  | —  | So Let Us Entertain You       |
| 1976                                                              | Let Him Go                                     | —   | 97 | —  | —  | —  | —  | —  | So Let Us Entertain You       |
| 1977                                                              | Doctor Love                                    | 41  | 23 | 8  | —  | —  | 28 | —  | Delusions                     |
| 1977                                                              | Love Having You Around                         | —   | 68 | —  | —  | —  | —  | —  | Delusions                     |
| 1979                                                              | Hold Your Horses                               | —   | 73 | 5  | —  | —  | —  | —  | Hold Your Horses              |
| 1979                                                              | Double Cross                                   | 104 | 60 | —  | —  | —  | —  | —  | Hold Your Horses              |
| 1979                                                              | Love Thang                                     | —   | —  | 52 | —  | —  | —  | —  | Hold Your Horses              |
| 1980                                                              | Breakaway                                      | —   | —  | 80 | —  | —  | —  | —  | Breakaway                     |
| 1983                                                              | Let No Man Put Asunder                         | —   | —  | 13 | —  | —  | 47 | —  | Delusions                     |
| 1984                                                              | Doctor Love (Special Remix)                    | —   | —  | 61 | —  | —  | —  | —  | N.D.                          |
| 1997                                                              | Armed and Extremely Dangerous (1997 Remixes)   | —   | —  | —  | —  | —  | —  | 88 | N.D.                          |
| 1999                                                              | Doctor Love (remixes)                          | —   | —  | 22 | —  | —  | —  | —  | N.D.                          |
| 2001                                                              | The Player (remixes)                           | —   | —  | 7  | —  | —  | —  | —  | N.D.                          |
| 2002                                                              | Ain't He Bad (remixes)                         | —   | —  | —  | —  | —  | —  | 89 | N.D.                          |
| "—" indica non classificato o non distribuito in quel territorio. |                                                |     |    |    |    |    |    |    |                               |